# Murray SawChuck
Murray SawChuck, artistnamn för Murray John Sawchuck, född 25 november 1973 i Burnaby, British Columbia, Kanada, är en kanadensisk illusionist, komiker och skådespelare. Han har medverkat i America's Got Talent och Pawn Stars samt haft gästroller i Celebracadabra, Reno 911!, Last Comic Standing, Celebrity Blind Date, War of the Worlds 2: The Next Wave och Ring of Darkness. 